# Storm Seeker
Storm Seeker – pierwszy solowy album studyjny norweskiego muzyka Simena Hestnæsa znanego pod pseudonimem ICS Vortex. Wydawnictwo ukazało się 19 sierpnia 2011 roku w Niemczech jako edycja limitowana. Regularna wersja została wydana 22 sierpnia w pozostałych krajach Europy oraz 23 sierpnia w Stanach Zjednoczonych. Płytę wydała firma Century Media Records.
Nagrania zostały zarejestrowane i zmiksowane w 2010 roku w Toproom Studio. Mastering wersji CD odbył się w Tailor Made Production. Z kolei album wydany na płycie gramofonowej został zmasterowany w Optimal Media Production w Niemczech.

## Lista utworów
Opracowano na podstawie materiału źródłowego.
1. "The Blackmobile" - 3:16
2. "Odin's Tree" - 4:42
3. "Skoal!" - 2:29
4. "Dogsmacked" - 4:24
5. "Aces" - 3:41
6. "Windward" - 3:53
7. "When Shuffled Off" - 3:45
8. "Oil in Water" - 4:53
9. "Storm Seeker" - 6:30
10. "Flaskeskipper" - 2:47
11. "The Sub Mariner" - 4:35

## Twórcy
Opracowano na podstawie materiału źródłowego.

- ICS Vortex - wokal, gitara rytmiczna, gitara prowadząca, gitara basowa, instrumenty klawiszowe, produkcja
- Terje "Cyrus" Andersen - gitara prowadząca (utwory 1, 2, 7)
- Asgeir Mickelson - efekty (utwór 10), perkusja, produkcja muzyczna, projekt oprawy graficznej
- Arne Martinussen - fortepian (utwór 9), organy Hammonda (utwory 3, 6)
- Børge Finstad - inżynieria dźwięku, produkcja
- Peter Tägtgren - mastering
- Lisa Myhre - oprawa graficzna
- Kjell Ivar Lund - zdjęcia
- Dreamstime - zdjęcia